# Манжосин, Александр Леонидович
Александр Леонидович Манжосин (род. 28 сентября 1958 года, Москва, РСФСР, СССР) — российский дипломат. Начальник управления Администрации Президента Российской Федерации по внешней политике (2004—2018).

## Биография
- В 1980 году окончил Московский государственный институт международных отношений МИД СССР.
- В 1980—1982 годах — переводчик торгового представительства СССР в Турции (Анкара).
- В 1982—1985 годах — референт, старший референт Министерства иностранных дел СССР.
- В 1985—1991 годах — атташе, третий секретарь Посольства СССР в Республике Кипр.
- В 1991—1992 годах — второй секретарь МИД СССР;
- В 1992—1993 годах — второй секретарь, первый секретарь МИД России.
- В 1993—1996 годах — специалист-эксперт, консультант, референт помощника Президента Российской Федерации в Службе помощников Президента Российской Федерации.
- В 1996—1997 годах — референт помощника Президента Российской Федерации Рюрикова Д. Б.
- В 1997—2004 годах — первый заместитель начальника Управления Президента Российской Федерации по внешней политике.
- В 2004—2018 годах— начальник Управления администрации Президента Российской Федерации по внешней политике[1].

## Награды
- Орден «За заслуги перед Отечеством» IV степени (1 сентября 2008 года) — за большой вклад в обеспечение деятельности Президента Российской Федерации в области внешней политики[2].
- Орден Дружбы (30 сентября 2003 года) — за заслуги в реализации внешнеполитического курса Российской Федерации и многолетнюю добросовестную работу[3].
- Почётная грамота Президента Российской Федерации (2 июня 2010 года) — за большой вклад в развитие российско-белорусских отношений[4].
- Благодарность Президента Российской Федерации (18 января 2010 года) — за активное участие в подготовке послания Президента Российской Федерации Федеральному Собранию Российской Федерации[5].
- Благодарность Президента Российской Федерации (2 апреля 2001 года) — за активное участие в подготовке Договора о создании Союзного государства между Российской Федерацией и Республикой Белоруссия[6].
- Благодарность Президента Российской Федерации (12 августа 1999 года) — за активное участие и подготовке Послания Президента Российской Федерации Федеральному Собранию 1999 года[7].
- Благодарность Президента Российской Федерации (30 марта 1998 года) — за активное участие в подготовке Послания Президента Российской Федерации Федеральному Собранию 1998 года[8].
- Благодарность Президента Российской Федерации (28 сентября 1998 года) — за многолетнюю плодотворную и добросовестную работу [9].
- Благодарность Президента Российской Федерации (17 июля 1996 года) — за активное участие в организации, подготовке и проведении Московской встречи на высшем уровне по вопросам ядерной безопасности[10].
- Орден святого благоверного князя Даниила Московского II степени (Русская православная церковь, 2007 год) — во внимание к трудам по созиданию церковно-государственных отношений[11].
- Орден преподобного Сергия Радонежского II степени (Русская православная церковь, 2008 год) — во внимание к трудам на благо Отечества и в связи с 50-летием со дня рождения[12].
- Орден преподобного Серафима Саровского II степени (Русская православная церковь, 4 декабря 2013 года) — во внимание к вкладу в развитие церковно-государственного взаимодействия[13].
- Орден Славы и чести II степени (Русская православная церковь, 3 марта 2019 года) — во внимание к поддержке церковно-общественных инициатив и в связи с 60-летием со дня рождения[14].

## Классный чин
- Действительный государственный советник Российской Федерации 1 класса (с 20 декабря 2004 года)[15]

## Владение иностранными языками
Владеет английским и турецким языками.